# Dryophiops rubescens
Espèce
Synonymes
- Dipsas rubescens Gray, 1835
- Dendrophis sumatrana Bleeker, 1858

Statut de conservation UICN

 LC  : Préoccupation mineure
Dryophiops rubescens est une espèce de serpents de la famille des Colubridae.

## Répartition
Cette espèce se rencontre au Cambodge, en Indonésie, en Malaisie, à Singapour et en Thaïlande.

## Description
Boulenger indique que le spécimen étudié par Gray mesure 75 cm dont 21 cm pour la queue. Son dos est bronze ou rougeâtre avec de petites taches noires. Le dessus de sa tête présente un motif en forme de vagues. Une rayure traverse l’œil de chaque côté de la tête et une autre, médiane, s'étend du sommet du crane jusqu'à la nuque. Sa face ventrale est jaunâtre dans sa partie antérieure et rougeâtre dans sa partie postérieure, avec ou sans marques sombres.

## Publication originale
- Gray, 1835 : Illustrations of Indian Zoology, chiefly selected from the collection of Major-General Hardwicke. vol. 2, p. 1-263 (texte intégral).